# هنري فورد (لاعب كرة قدم أمريكية أمريكي)
هنري فورد (بالإنجليزية: Henry Ford)‏ هو لاعب كرة قدم أمريكية أمريكي، ولد في 30 أكتوبر 1971 في فورت وورث في الولايات المتحدة.

## وصلات خارجية
- هنري فورد على موقع مرجع كرة القدم المحترفة.كوم (الإنجليزية)